# Sherif Ismail
Sherif Ismail (El Cairo, Egipto; 6 de julio de 1955-4 de febrero de 2023) fue un político egipcio.

## Carrera política
Desde el 12 de septiembre de 2015, fue el Primer ministro de Egipto tras haber sido nombrado por el presidente del país, en sucesión de Ibrahim Mahlab. El 5 de junio de 2018, Ismail presentó su carta de renuncia al presidente egipcio Abdelfatah Al-Sisi, siendo sucedido por Mostafá Madbuli.